# Соболев, Михаил Николаевич (экономист)
Соболев Михаил Николаевич (3 декабря 1869, Нижний Новгород — не ранее 1945) — российский учёный-экономист.

## Биография
Родился в дворянской семье. Окончил гимназию в Нижнем Новгороде, юридический факультет Императорского Московского университета (1891), ученик проф. А. И. Чупрова.
В 1892—1896 гг. был преподавателем политической экономии, истории статистики и коммерческой статистики в Александровском коммерческом училище в Москве. Магистерская диссертация «Мобилизация земельной собственности и новое течение аграрной политики в Германии» (Московский университет), приват-доцент Московского университета. И.д. ординарного профессора (1899), ординарный профессор по кафедре политической экономии и статистики Императорского Томского университета (1902). Активный член томской организации Партии народной свободы. В 1911 г. защитил диссертацию доктора политической экономии и статистики «Таможенная политика России во в.п. XIX ст.».
В 1911 году единогласно избран ординарным профессором кафедры финансового права Императорского Харьковского университета; профессором, деканом экономического факультета Харьковских Высших коммерческих курсов (1912), членом их Попечительного совета и Учебного комитета. Товарищ председателя экономического отдела Харьковского отделения Всероссийского союза городов (1916), финансово-экономической комиссии Харьковской городской думы.
В 1917 году выступает докладчиком по вопросам финансовой политики на Московском совещании общественных деятелей, где требует установления дееспособной государственной власти как предпосылки нормализации экономического положения. В 1918 г. государственный эксперт Украинской державы по аграрному и финансовому вопросам и внешней торговле.
После занятия Харькова Добровольческой армией летом 1919 г. исполняет обязанности директора Харьковского коммерческого института, возглавляет финансовую комиссию городской думы, участвует в общественной деятельности по поддержке Белого движения.
После реорганизации Харьковского коммерческого института, — проректор, декан торгового и финансового-банковского факультетов Харьковского института народного хозяйства. В конце 1920-х-1930-е гг. профессор Московского промышленно-экономического института им. Рыкова.
Доктор политической экономии и статистики (1912), профессор (1902), действительный статский советник. Награждён орденами Св. Анны II степ. (1916), Св. Станислава II степ. (1904), медалью в память царствования Императора Александра III, медалью в честь 300-летия царствования Дома Романовых.

## Научные интересы
Работы в вопросах государственной экономической политики, таможенной и монетарной политики России, статистики промышленности и торговли, проблемы иностранных инвестиций.

## Сочинения
- Мобилизация земельной собственности и новое течение аграрной политики в Германии — М., 1898. — 340 с.
- Коммерческая география России. Очерк хозяйственной статистики России сравнительно с иностранными государствами. М., 1899. (учебник, с 1899 по 1913 гг. 7 изданий).
- Экономическое значение Сибирской железной дороги: актовая речь, произнесенная 22 октября 1900 года в XII годовщину Томского университета. — Томск, 1900
- Очерки из истории всемирной торговли в связи с развитием экономической жизни / сост. М. Н. Соболев. — 2-е изд., испр. и доп. — М., 1902. — 204 с.
- Экономическое положение томских студентов / сост. М. Н. Соболев, при участии студ.-членов стат. семинария. — Томск, 1902.
- Экономические интересы и группировка политических партий в России — М., 1906.
- Боголепов М. И., Соболев М. Н. Очерки русско-монгольской торговли: С приложением 22 фотографий и торговой карты Монголии : Экспедиция в Монголию 1910 г. — Томск, 1911.
- Таможенная политика России во второй половине XIX века — Томск, 1911. — 850 с.
- Очередные задачи реформы таможенного тарифа // Экономист России. — 1911. — № 4.
- Перестройка принципов торговой политики России в связи с вопросом о протекционизме. Харьков, 1915.
- Политическая экономия. Элементарный учебник для кооперативных школ, народных университетов, училищ и для самообразования. Харьков, 1919.
- Очерки финансовой науки (Общедоступные беседы). Харьков, 1925.
- Экономическая политика капиталистических стран. Харьков, 1925.